# لمور کوتوله دم‌کلفت
لمور کوتوله دم‌کلفت (نام علمی: Cheirogaleus medius) نام یک گونه از تیره لمورهای کوتوله است.